# Il Caffè

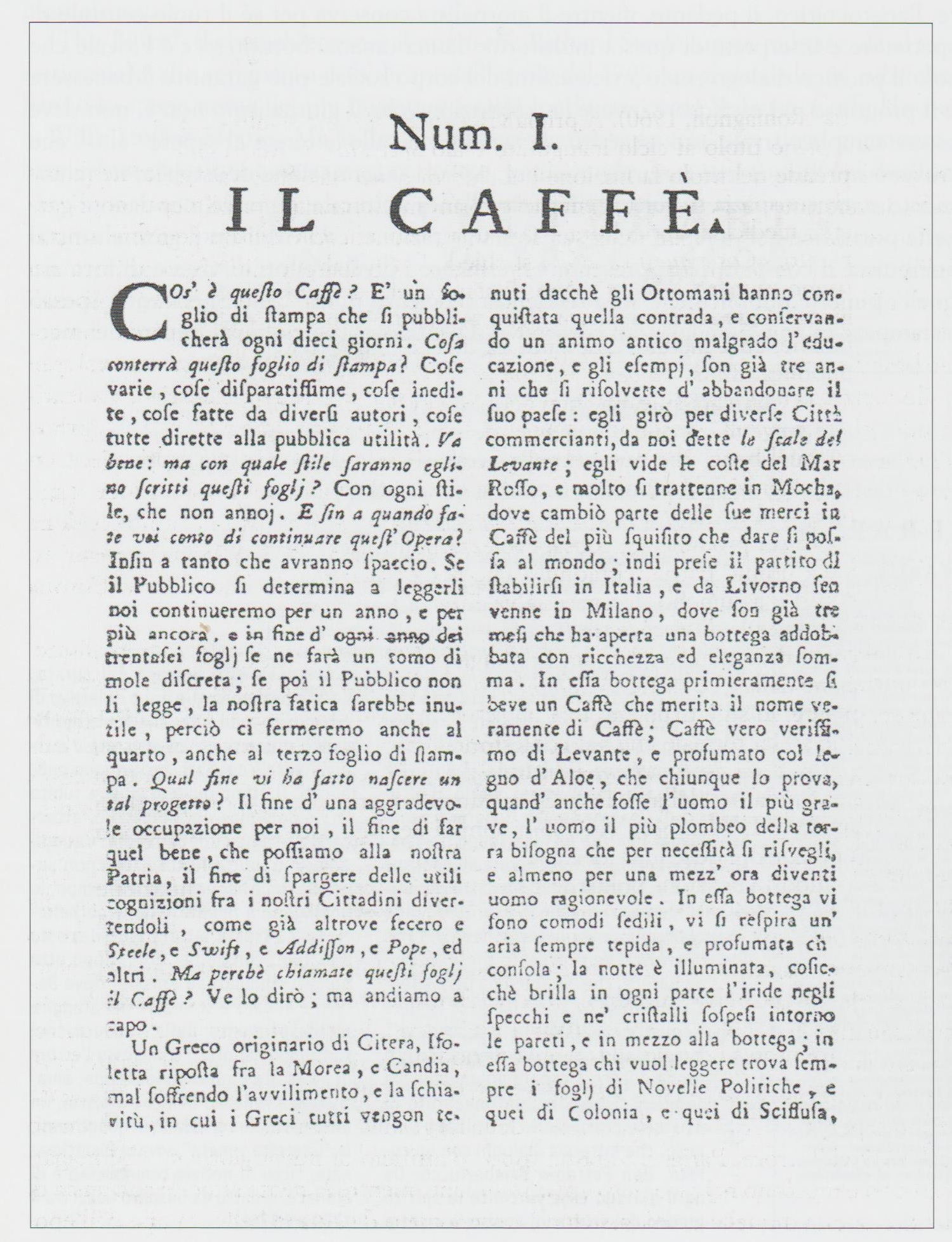
Page de présentation de la revue «Il Caffè».

Il Caffè était un magazine dont le siège était à Milan entre 1764 et 1766. C'était la publication la plus importante de la période des Lumières dans le pays.

## Histoire
Il Caffè a été publié pour la première fois en juin 1764. Les fondateurs étaient les frères Alessandro et Pietro Verri. Ils ont également dirigé le magazine qui s'inspire des publications anglaises The Spectator et The Tatler. Il couvrait des articles concernant l'économie, l'agronomie, l'histoire naturelle et la médecine. Le contributeur le plus connu du Caffè était le philosophe et économiste Cesare Beccaria. Elle fut fermée en mai 1766 en raison des disputes entre Verri et Beccaria.